# William Maynard (1er baron Maynard)
Pour l’article homonyme, voir William Maynard (2e baron Maynard).
William Maynard, 1er baron de Maynard (c. 1589-1640) est un homme politique anglais.

## Biographie
Il est lord-lieutenant de l'Essex du 6 août 1635 au 17 décembre 1640, lord-lieutenant du Cambridgeshire du 17 juin 1640 au 17 décembre 1640 et Custos Rotulorum de l'Essex en 1640. Il est député pour Chippenham en 1614 et Penryn (1609-1611) et Baron Maynard.
Il épouse Frances Cavendish (1593-1613), fille de William Cavendish. Il est remplacé par William Maynard (2e baron Maynard).